# Cantón de Colmar-Norte
El cantón de Colmar-Norte era una división administrativa francesa, que estaba situada en el departamento de Alto Rin y la región de Alsacia.

## Composición
El cantón estaba formado por una fracción de la comuna que le daba su nombre:
- Colmar (fracción)

## Supresión del cantón de Colmar-Norte
En aplicación del Decreto n.º 2014-207 de 21 de febrero de 2014, el cantón de Colmar-Norte fue suprimido el 22 de marzo de 2015 y su fracción de comuna pasó a formar parte del nuevo cantón de Colmar-1.